# Chung-šuej-che
Chung-šuej-che (čínsky pchin-jinem Hóngshuǐ Hé, znaky tradiční 紅水河) je řeka v Číně, dlouhá 659 km. Její povodí má plochu 138 340 km² a průměrný průtok je 2151 m³/s. Nachází se v povodí řeky Si-ťiang v autonomní oblasti Kuang-si. Vzniká soutokem řek Nan-pchan a Pej-pchan, je jednou ze zdrojnic řeky Čchien-ťiang.
V povodí řeky Chung-šuej vládne subtropické podnebí s ročními srážkami 1100 až 1800 milimetrů, pěstuje se zde rýže a cukrová třtina. 76 % povodí zaujímají hory. Na řece bylo vybudováno deset přehrad vyrábějících elektrickou energii, z nichž největší je přehrada Lung-tchan s kapacitou 27,2 miliard m³. Řeka protéká městy Nan-pching a Laj-pin.